# Izaux
Izaux ist eine französische Gemeinde mit 210 Einwohnern (Stand: 1. Januar 2022) im Département Hautes-Pyrénées in der Region Okzitanien. Sie gehört zum Arrondissement Bagnères-de-Bigorre und zum Gemeindeverband Plateau de Lannemezan.

## Geografie
Die Gemeinde Izaux liegt an der Neste und am parallel verlaufenden Wasserverteiler Canal de la Neste etwa sechs Kilometer südlich von Lannemezan und 20 Kilometer südöstlich von Tarbes. Das Dorf Izaux und der Ortsteil Pénart erstrecken sich auf einem langen Höhenrücken zwischen der Neste und dem Neste-Kanal auf rund 600 Metern über dem Meer. Der Ortsteil Le Bas d’Izaux liegt am Ufer der Neste auf 535 m. Der höchste Punkt in der Gemeinde ist der Berg Le Mont im Südostzipfel auf 809 m über dem Meer. Umgeben wird Izaux von den Nachbargemeinden La Barthe-de-Neste im Norden, Montoussé im Osten, Saint-Arroman im Südosten, Lortet im Süden, Labastide im Südwesten (Berührungspunkt) sowie Avezac-Prat-Lahitte im Westen.

## Bevölkerungsentwicklung
| Jahr      | 1962 | 1968 | 1975 | 1982 | 1990 | 1999 | 2010 | 2021 |
| --------- | ---- | ---- | ---- | ---- | ---- | ---- | ---- | ---- |
| Einwohner | 228  | 231  | 196  | 194  | 201  | 185  | 184  | 200  |

Im Jahr 1851 wurde mit 320 Bewohnern die bisher höchste Einwohnerzahl ermittelt. Die Zahlen basieren auf den Daten von cassini.ehess und INSEE.

## Sehenswürdigkeiten

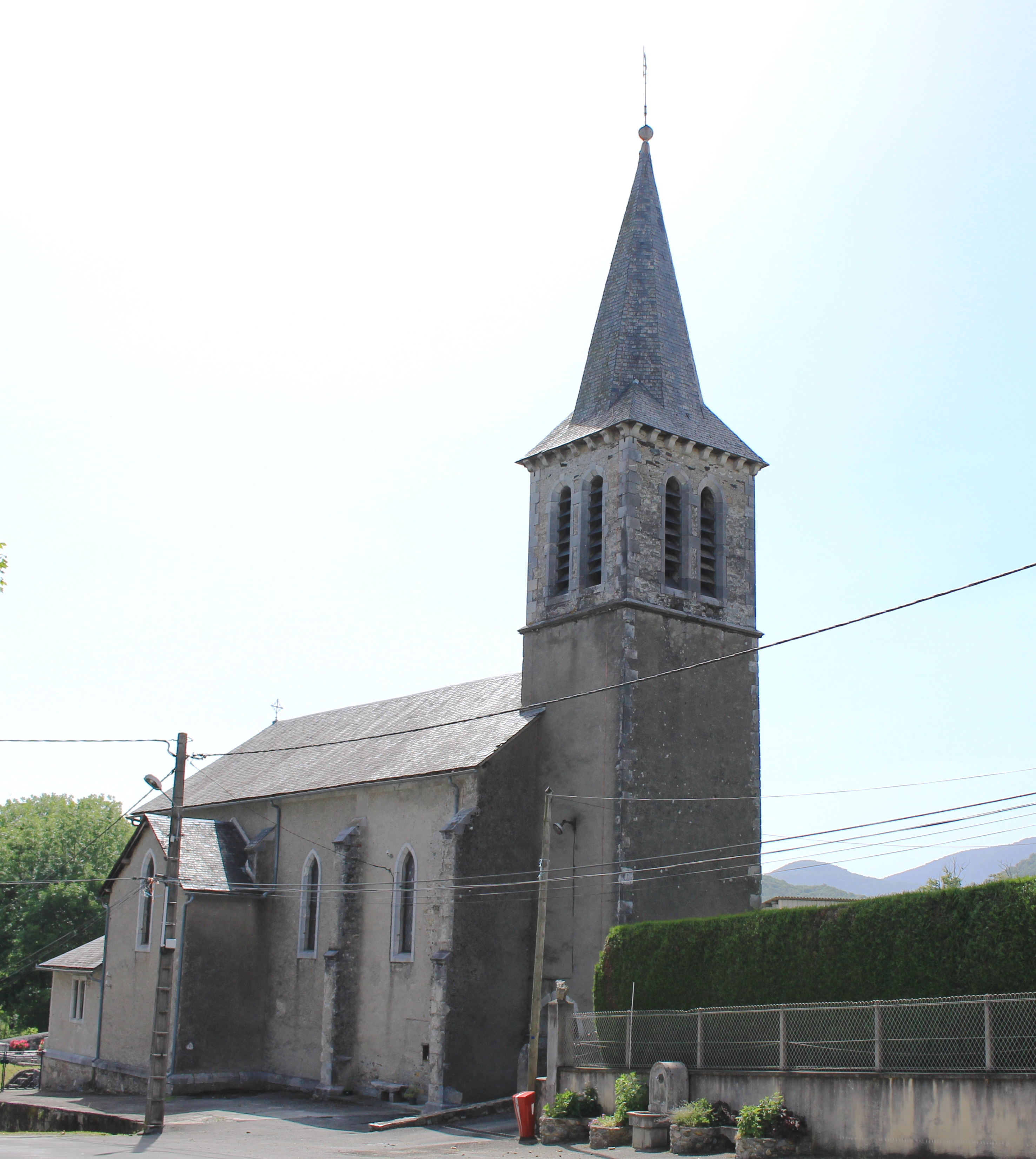
Kirche Saint-Lizier
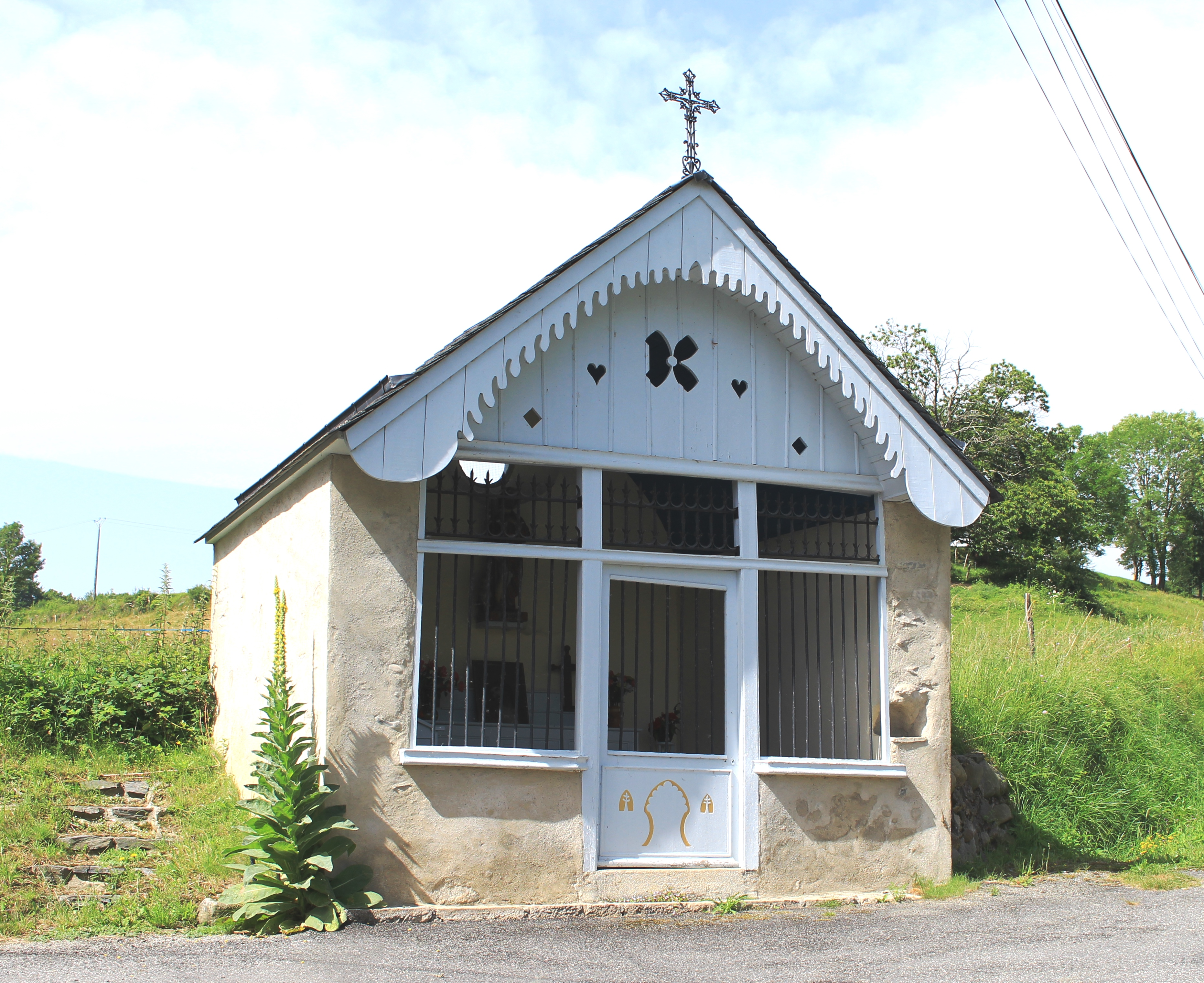
Kapelle Saint-Roch
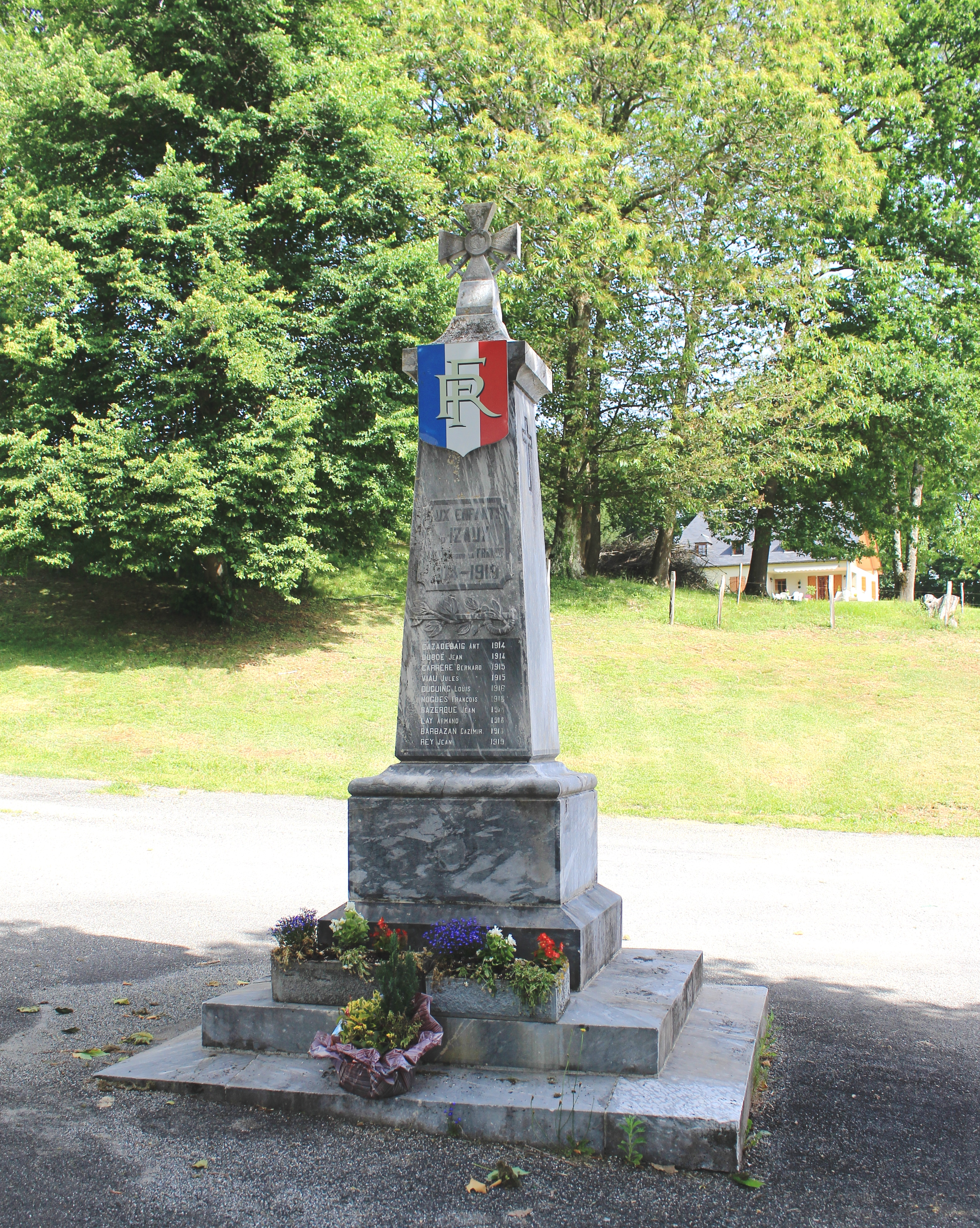
Flurkreuz

- Kirche Saint-Lizier
- Kapelle Saint-Roch
- Gefallenendenkmal

## Wirtschaft und Infrastruktur
In der Gemeinde Izaux sind acht Landwirtschaftsbetriebe ansässig (Getreideanbau, Pferde- und Rinderzucht).
Izaux liegt an der Hauptstraße D 929 von Lannemezan nach Saint-Lary-Soulan. Fünf Kilometer nördlich von Izaux besteht ein Anschluss an die Autoroute A 64 von Toulouse nach Pau. Der Bahnhof der nahen Stadt Lannemezan liegt an der Bahnstrecke Toulouse–Bayonne.

## Belege
1. ↑  Izaux auf cassini.ehess
2. ↑  Izaux auf INSEE
3. ↑  Landwirtschaftsbetriebe auf annuaire-mairie.fr (französisch)